# 吸光度
當大部分光經過一個樣本時，部分光會被吸收。在光譜學，透光率{\displaystyle {\mathcal {T}}}是透射光和入射光的光強比：
{\displaystyle {\mathcal {T}}={I_{1} \over I_{0}}}；
其中，{\displaystyle I_{0}}是入射光光強，{\displaystyle I_{1}}是透射光光強。
吸光度{\displaystyle A_{\lambda }}的定義為：
{\displaystyle A_{\lambda }=\log _{10}(I_{0}/I_{1})=-\log _{10}({\mathcal {T}})}。
對於不同波長（λ）的光，樣本的吸光度未必一樣。
對於較稀的溶液，吸光度和濃度成正比，兩者關係可用比爾-朗伯定律說明：
{\displaystyle A=\alpha lc}；
其中，{\displaystyle l\,}是光在樣本中經過的距離，{\displaystyle c\,}是濃度，{\displaystyle \alpha \,}是吸收係數，是材質的性質。
實驗中，吸光度或透光率可用色度計求得。

## 相關
- 分光光度法
- 吸收光譜學
- 輻射功率